# Megalochlamys trinervia
Megalochlamys trinervia là một loài thực vật có hoa trong họ Ô rô. Loài này được (C.B. Clarke) Vollesen mô tả khoa học đầu tiên năm 1989.